# ولایت میدان وردک
میدان وردک یا وردک یکی از ۳۴ ولایت افغانستان واقع در شرق مرکزی کشور به مرکزیت میدان‌شهر است. وردک با ارتفاع ۲٬۲۱۰ متری از سطح اقیانوس، سرحد مشترک با کابل، پروان، بامیان، غزنی و لوگر دارد. این ولایت دارای ۹٬۰۲۳ کیلومتر مربع مساحت و بالای ۶۶۰ هزار نفر جمعیت دارد.
ولایت وردک به هشت ولسوالی و ۱٬۹۳۷ قریه تقسیم شده است که پرجمعیت‌ترین ولسوالی آن ولسوالی مرکز بهسود با ۱۳۴٬۸۵۲ نفر و کم‌جمعیت‌ترین ولسوالی آن ولسوالی دایمیرداد با ۳۵٬۰۷۵ نفر می‌باشد.
بر اساس برآورد سال ۲۰۲۰ تنها ۳٬۵۳۸ نفر از جمعیت این ولایت در شهر زندگی می‌کنند. سیب، کچالو، پیاز، گندم، برنج، جواری، زردک، بادنجان رومی، زردآلو و حبوبات محصولات کشاورزی اصلی این منطقه است. ۷۵٪ مردم باسواد هستند و شش شفاخانه، حدود ۶۵ درمانگاه و ۲٬۶۸۴ مسجد در این ولایت موجود است.
بیشتر مردم این ولایت کشاورز و مالدار هستند.
در این ولایت ذخایر زیادی از آهن، لیتیم وجود دارد.
اماکن تاریخی قابل ملاحظه در این ولایت کوه‌های برغالی و بند سلطان محمود غزنوی در ولسوالی جغتو کوه‌نعل آهو در دایمیرداد، زیارت شیرازی در سیدآباد، معبد تندیس مریم در چک، و در گربُت زیارتگاه‌های تاریخی وجود دارد.

## پیشینه
در دوران حکومت کمونیستی، مردم میدان وردک هیچ گونه کمکی به کمونیست‌ها نکردند. در جریان جنگ‌های داخلی افغانستان، وردک به خاطر مرز مشترک با کابل و زمین‌های حاصلخیز زراعتی آن اهمیت بالایی داشت. حزب وحدت در بیشترین قسمت‌های این ولایت حضور فعالی داشت. در زمستان ۱۹۹۵، بیشتر ساحات وردک به دست طالبان افتاد. در سال ۲۰۰۸، منطقه کاملاً از وجود طالبان پاکسازی شد اما در ۲۱ جنوری ۲۰۱۹ طالبان بالای یکی از پایگاه‌های ارتش مستقر در این ولایت حمله کردند که ۳۰ مجروح داشت.

## جغرافیا

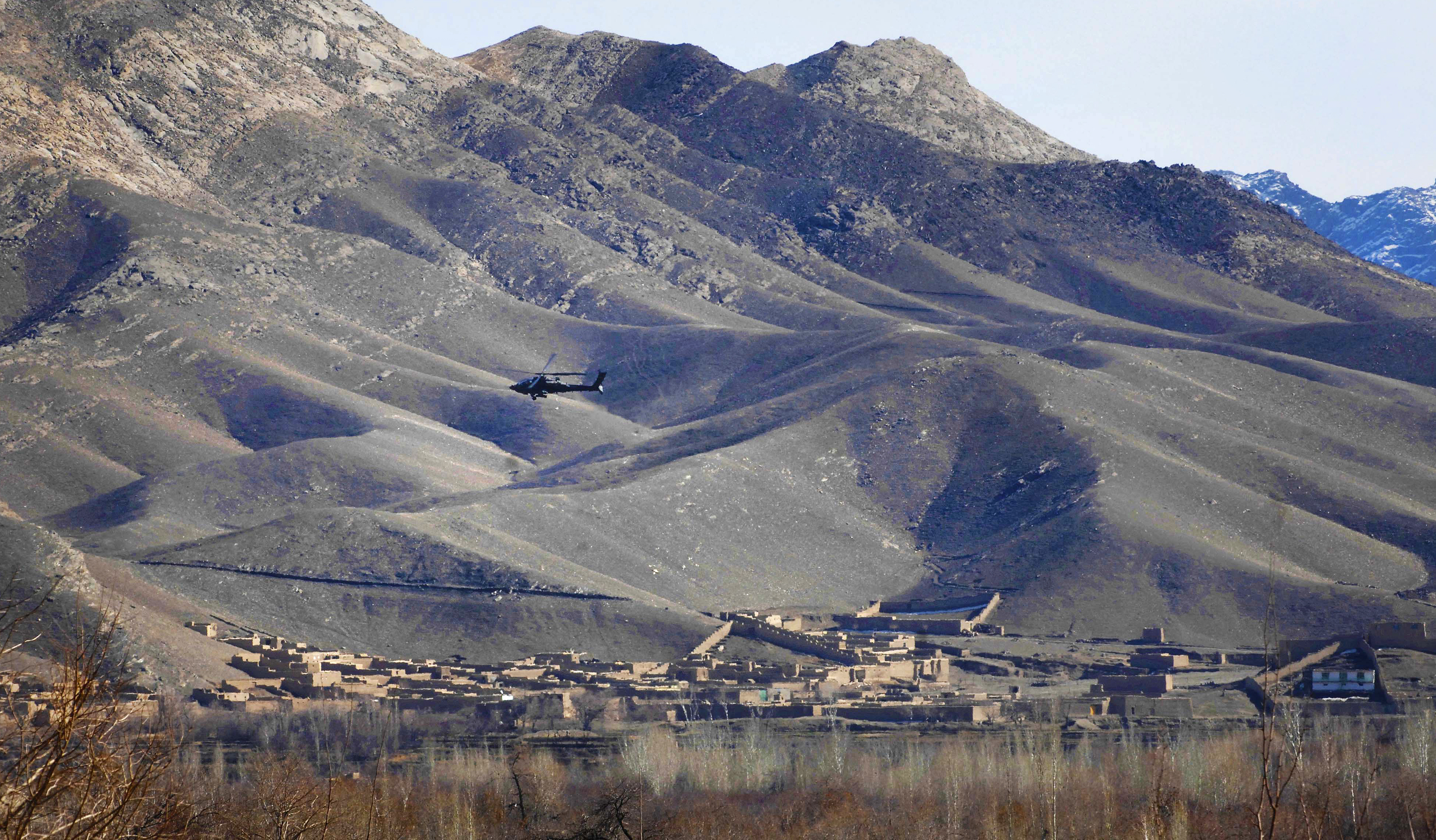
نمای از یک کوه در دره تنگی. کوه‌های وردک بیشتر سیاه‌رنگ می‌باشند

ولایت میدان وردک در شرق با لوگر و کابل، در غرب با ولایت بامیان، در جنوب و جنوب غرب با غزنی، در شمال غرب با بامیان و در شمال با ولایت پروان همسرحد است و تمامی مساحت این ولایت به ۱۰۹۱۲ کیلومتر مربع می‌رسد.
این منطقه جزو مناطق کوهستانی افغانستان بوده و دارای آب و هوای سرد و کوهستانی با زمستان‌های کاملاً سرد و تابستان‌های معتدل و گوارا است. میدان وردک دارای اقلیم سرد نیمه‌صحرایی بوده، مقدار بارندگی سالانهٔ آن بین ۳۰۰ و ۴۰۰ میلی‌متر و در حصهٔ کوتل اونی به ۸۰۰ میلی‌متر هم می‌رسد. حداکثر دما به ۲۰ تا ۳۰ درجهٔ سانتی‌گراد و در حصهٔ اونی در تابستان از ۵ درجهٔ سانتی‌گراد بالاتر نیست. در زمستان سردی هوا به ۱۰- و ۱۵- درجه پائین می‌آید و در حصهٔ اونی کمتر از منفی ۲۰ درجهٔ سانتی‌گراد ثبت شده‌است و دارای چار فصل سال بوده زمستان آن برفگیر می‌باشد.
قسمت اعظم این ولایت تحت سیطرهٔ رشته‌کوه‌های کوه بابا قرار داشته که سرچشمهٔ بسیاری از رودخانه‌های پرآب افغانستان نظیر دریای کابل، و دریای هلمند از این مناطق می‌باشد. درهٔ تنگی در ولایت میدان وردک واقع شده‌است.
رشته‌کوه پغمان در شمال و زنجیره‌های کم‌ارتفاع در جنوب آن در ساحهٔ چک و سیدآباد نیز وجود دارد. دریاهای (رودهای) مهم آن عبارتست از دریای میدان و دریای جلگه که بند چک بر روی آن ساخته شده‌است. دریای جلگه در نقاط مرتفع به نام دریای خاوات و کجار نیز یاد می‌شود. آب دریای هلمند در سرچشمهٔ آن یکصد کیلومتر در وردک جریان دارد.
دریای میدان، خاوات و کجاو یگانه منابع آبی آن را تشکیل می‌دهد. اما در تمام دره‌های آن آب کاریز و چشمه‌های طبیعی با آب شفاف وجود دارد که در آبیاری از آن استفاده می‌کنند، افزون بر آن از پمپ آب و چاه‌های عمیق نیز در این مورد استفاده می‌شود.
بند چک بر روی دریاچهٔ جلگه و جغتو ساخته شده و ظرفیت تولید ۳٬۳۱۰ کیلووات در ساعت برق آبی را دارد که مورد استفاده مردم محل و میدان وردک قرار می‌گیرد و پنجاه سال کامل به کابل هم از آن استفاده می‌گردید؛ اما ذخیره‌گاه بند تا حدی پر از رسوبات شده قدرت تولید برق را پائین آورده‌است. زمین آبی (۱۲۸٬۰۰۰ هکتار) و زمین للمی (۹٬۰۰۰ هکتار) موجود است.
ولایت میدان وردک بر سر شاهراه کابل-قندهار قرار دارد از این لحاظ ارتباط آن با سایر ولایت‌ها بهبود یافته‌است. به سمت هزاره‌جات، بامیان، ارزگان و غزنی جاده‌های فعالی دارد. اما با سایر ولسوالی‌ها که از سرک (جاده) عمومی دورترند مشکلات رفت‌وآمدی آن زیاد است. زمین‌لرزه‌ای در سال ۱۹۹۸ در این ولایت رخ داد و در آن سال به خاطر نبود راه‌های مناسب نتوانستند به آسیب‌دیدگان کمک فوری برسانند.
جنگل‌های مهم در این ولایت بید، چنار و پنجه‌چنار است. از جمله درختان میوه‌دار آن نیز توت، سیب و زردآلو در این منطقه باردهی زیادی دارد. مساحت جنگل‌های ولایت به ۲۰۰ جریب می‌رسد.

## مردم
مردم ساکن این ولایت بیشتر از اقوام هزاره و پشتون هستند و بخش کوچک دیگر تاجیک و قزلباش می‌باشند. نفوس ولایت وردک در سال ۱۳۵۹ به تعداد (۲۹۶٬۱۲۰) سرشماری شد و با افزایش ۲٫۳ درصد در سال ۱۳۷۹ تعداد آن معادل ۶۶۰٬۲۵۸ نفر شد. مساحت وردک ۹٬۹۳۴ کیلومتر مربع و تراکم جمعیت در هر کیلومتر مربع ۶۶٫۴ نفر بود.

## اقتصاد

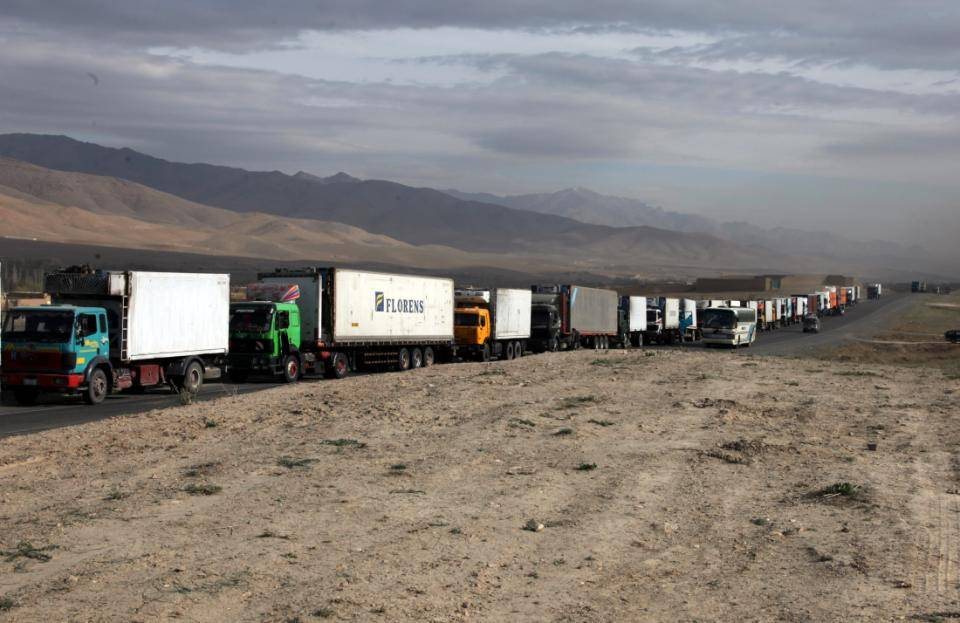
کامیون‌های کالاهای تجارتی ولایت وردک

### کشاورزی
برخی بیشتر از باشندگان این ولایت مصروف زراعت اند و زنده گی اکثریت خانواده‌ها از این طریق تأمین می‌گردد. زمین‌های زراعتی این ولایت ۴۳٬۹۲۱٫۴ هکتار خوانده شده که از جمله ۳۲٬۶۹۱ هکتار آن آبی، ۱٬۱۱۲۰ هکتار آن للمی و ۱۱۰٫۴ هکتار آن دولتی است و به شکل متوسط ۱۰٬۹۸۰ هکتار زمین آبی این ولایت را باغات تشکیل داده‌اند.
گندم، کچالو، جواری، لوبیا، پیاز و حبوبات دیگر از محصولات زراعتی این ولایت است که در مناطق مختلف کشت می‌شود.
میوه‌های سیب، زردآلو، گیلاس، شفتالو، بادام، چهارمغز، ناک و میوه‌های دیگر در این ولایت دریافت و به شهرهای دیگر کشور جهت فروش عرضه می‌شود.
- سیب

ولایت میدان وردک تولیدکننده بزرگ سیب به سطح کشور است که علاوه برشماری از ولایات کشور به کشورهای پاکستان، هند، امارات متحده عربی، عربستان سعودی و کشورهای آسیای میانه صادر می‌کند. انواع مختلف سیب مانند سیب‌های جورس، مارلینگ، بیروتی و سیب زرد از شهرت زیاد بر خوردار اند.
- ناک

ولایت میدان وردک بستر مناسب برای رشد و کشت میوهٔ ناک است و در تمام ولسوالی‌های آن این میوه رشد می‌کند. قرار آمار ۱۳۹۹ حاصلات ناک در ولایت ‌وردک ۱۶ درصد افزایش یافته‌است. بر اساس آما ریاست زراعت، آبیاری و مالداری ولایت وردک ساحه کشت ناک ۲۳۶ هکتار است که سالانه حدود دو هزار و ۵۳۷ تن ناک برداشت می‌کند و ۵۱ میلیون افغانی ایجاد درآمد می‌کند. همچنان وزارت زراعت ۴۳ هکتار باغات نو ناک در ۱۳۹۹ احداث کرده‌است.
هر چند حاصلات زراعتی این ولایت همه سال در حال تغییر است؛ اما باز هم بعضی منابع تولید اوسط سالانه سیب را ۱۲۲٬۹۷۶ تن، تولید سالانه کچالو ۹۱٬۵۳۴ تن و تولید سالانه یی گندم ۴۱٬۱۴۷٫۵ تُن می‌شود. بادام کوهی ساحات جنگلی این ولایت را تحت پوشش آورده که ۶۰۰ هکتار آن تنها مربوط ولسوالی‌های نرخ و جلریز است. وزارت شهرسازی و اراضی در ادامه تطبیق روند سروی، علامه گذاری و ثبت علفچرها در کشور؛ ۱۲۳٬۷۴۶ جریب علفچر را در مربوطات مختلف ولایت وردک سروی و ثبت نموده‌است که بیشتر آن مربوط حصه اول و بهسود مرکزی می‌شود.
شماری از باشندگان فارم‌های زنبورعسل نیز دارند و از این طریق یک اندازه عواید به دست میارند و همچنان برخی بیشتر از باشندگان وردک مصروف پرورش حیوانات هستند و مالداری منبع مهم عایدات آنها به‌شمار می‌رود.

### صنعت
در سال ۲۰۱۴ پارک صنعتی به مساحت ۲۰۰ جریب زمین در حومه میدان شهر تهداب گذاری شده تا بخش خصوصی به منظور ایجاد کارخانه‌های تولیدی در این ساحه سرمایه‌گذاری نمایند. همچنان در سال مالی ۱۳۹۹، ۲۹هزار و ۵۳۸ تن سنگ مرمر در این ولایت تولید شد که ۵۷ درصد افزایش نسبت به سال قبل داشته و ۱۸۷۸ مترمربع آن را به باکو و ۳۴۲۱ مترمربع آن را به آستانه قزاقستان صادر کرده‌است.
شماری دیگری از مردم میدان وردک در ساختن گیلم، جاکت، دستکش، یخن، شال، فرش‌های پشمی و مواد دوخته شده از موره‌ها دست دارند و در ولایات دیگر آن را بفروش رسانیده امرار معاش می‌نمایند. مجموع تولیدات سنگ مرمر سال ۱۳۹۸ نسبت به سال قبل آن رقم ۱۶هزار و ۸۸۳ تن افزایش را نشان می‌دهد".

### معادن
نظر به سروی‌های انجام شده توسط سروی جیولوجی افغانستان و ریاست‌های معادن، این ولایت دارای معادن و ظواهر معدنی متعدد بوده و الی اکنون (۱۴۴) ساحه ای آن تثبیت گردیده‌است. بعضی از مهمترین آنها عبارتند از:
طلای کوه راش، یاقوت شاه کابل، زمرد بادام، فیروزه اندر، آهن منگسک، مس میدان، قلعی دردنگ، سرب قول خویش، مرمر جوقُل، کرومیت آبدره، مسکویت تکانه، گرافیت شاهکابل، گچ دایمیرداد و زغال سنگ کمرک. علاوه بر این ۱۲ معدن دیگر گچ، ۱۳ کرومیت، ۱۶ مرمر و ۲۳ سنگ ساختمانی در این ولایت کشف گردیده‌است.

### انرژی
در ولسوالی‌های مختلف این ولایت هفت بند آب وجود دارد که با اعمار آن هزاران جریب زمین این ولایت آبیاری می‌شود، این بندها عبارت است از: ۱– بند گنده قول ولسوالی جغتو، ۲– بند چک ولسوالی چک، ۳– بند گردن مسجد ولسوالی چک، ۴– بند باغک دره شنیز ولسوالی سیدآباد، ۵– بند اقچه ولسوالی نرخ، ۶– بند سنگلاخ ولسوالی جلریز، ۷– بند سرخ‌آباد ولسوالی بهسود مرکزی

## آموزش

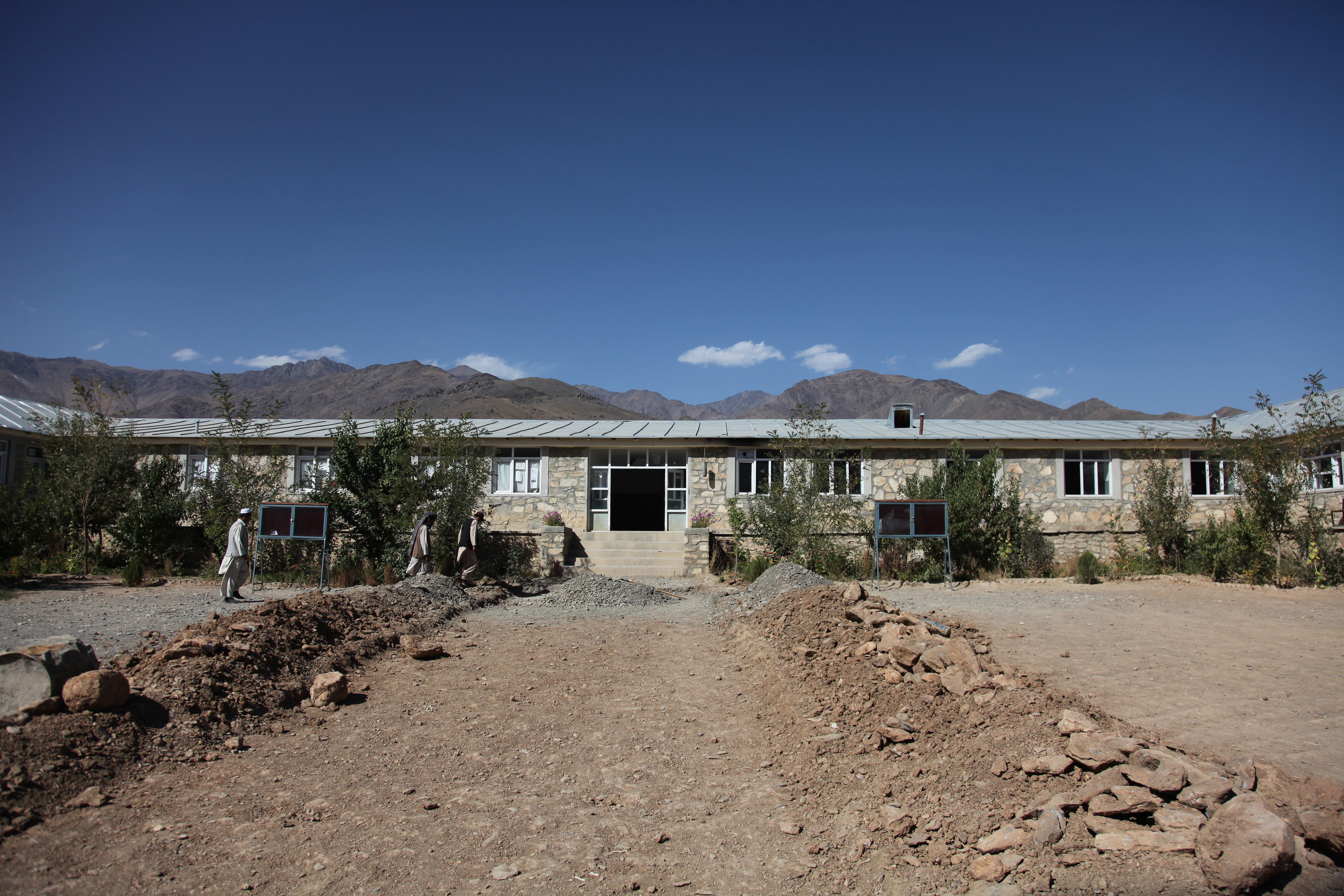
مکتبی در ولسوالی جلریز ولایت وردک

نرخ با سوادی وردک ۲۵٪ است. در ولایت میدان وردک ۱۷۲٬۸۹۲ هزار دانش آموز که از جمع آنها ۴۴٬۷۹۱ دختر است در ۴۵۰ باب مکتب ابتداییه، متوسطه و لیسه مصروف فراگیری تعلیم هستند که امور تدریسی آن توسط ۴٬۷۲۹ تن استاد پیش برده می‌شود.
دانشگاه دولتی میدان وردک نیز منظور شده؛ اما تاکنون به فعالیت آغاز نکرده‌است. همچنان سه مکتب خصوصی و یک مؤسسه تحصیلات عالی موسوم به تابش نیز وجود دارند. علاوه بر آن اخیراً انستیتیوت تخنیک ولسوالی چک در ۱۲ بخش مختلف و انستیتیوت حسابداری دشت توپ توسط وزارت معارف برای تحصیلات دو ساله مسلکی شروع بع فعالیت نموده‌اند.

## فرهنگ

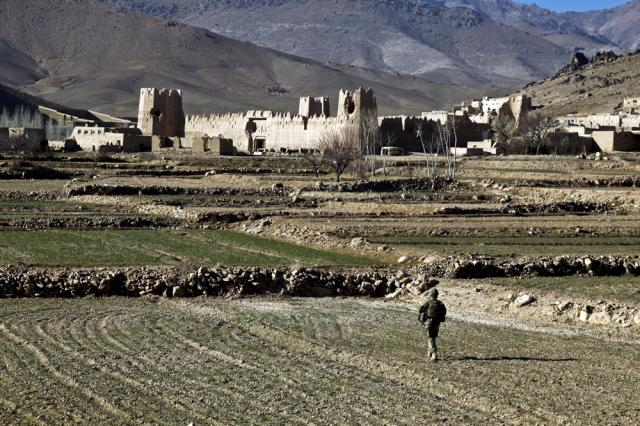
قلعه‌ای که از گِل بسیار سخت به‌نام پخسه (دای) ساخته شده‌است.

نهادهای مختلف ادبی در میدان وردک فعالیت دارند که برخی از آن‌ها عبارت است از: انجمن ادبی و فرهنگی عهد، جریان مدنی و فرهنگی جغتو، اتحادیهٔ ادبی و فرهنگی جوانان میدان، مرکز فرهنگی سلمان فارس، اتحادیهٔ عالی ادبی جوانان نرخ، انجمن ادبی و فرهنگی خواخوگی، انجمن ادبی جوانان وردک، جریان ادبی چک و همچون شماری دیگر نهادها و انجمن‌های ادبی دیگر که ایجاد شده‌است.
علاوه‌بر آن مشاعرهٔ سالانهٔ گل سیب که دوازدهمین سالگرد آن در میدان‌شهر تجلیل شد همه ساله با مراسم ویژه تجلیل می‌شود. در این محفل از شعرا و فرهنگیان ولایات و مناطق مختلف کشور دعوت به عمل می‌آید که بار اول در ولسوالی چک توسط فرهنگیان محلی ایجاد شد و بعد از آن در مناطق مختلف این ولایت تجلیل می‌شد؛ اما اکنون از اثر نا امنی‌ها تنها در میدان شهر مرکز این ولایت تجلیل می‌شود.

### نگارخانه
یک گالری ملی به نام عبدالرب احدی در میدان شهر مرکز این ولایت وجود دارد که درحدود دو سال قبل ایجاد و به روی بینندگان گشایش یافته‌است. صدها تصاویر مختلف در این گالری به نمایش گذاشته شده که شامل تصاویر شاهان سابق افغانستان، شماری از شهدا، مجاهدین و قوماندانان دوران جهاد ولایت وردک و رسامی‌های مختلف زنده گی مردم در این گالری وجود دارد و مردم همه روزه از آن بازدید دارند.

### رسانه
تلاش‌های مطبوعاتی در ده سال گذشته آغاز شده‌است. رسانه‌ها و نشریاتی که به زبان فارسی در این ولایت فعالیت دارند عبارتند از: رادیو شاروالی، رادیو تلویزیون ملی، رادیو چک، هفته نامه هدف ملی، هفته نامهٔ شاروالی، هفته نامهٔ مشوره ماهنامه جغتو، ماهنامه عهد، ماهنامه آذان ماهنامه جوانان.
رسانه‌ها و نشریاتی که به زبان پشتو هستند عبارتند از: رادیو یووالی غږ، تلویزیون ځلا، پیزوان، بدلون، هفته نامه ځلانده راتلونکی، هفته نامه دریځ، ماهنامه وردک، ماهنامه منه و ماهنامه جلگه.

## ورزش
علاقمندان ورزش والیبال، فوتبال، کرکت، تکواندو، جودو و شماری از بازی‌های دیگر نیز در این ولایت فعالیت دارد؛ اما بازی‌های کرکت، فوتبال و والیبال اخیراً در این ولایت زیاد رشد کرده‌است. پنج سال قبل گروهی باسازی ولایتی ترکیه یک ورزشگاه بزرگ ورزشی اعمار نمود؛ اما بازیکنان خواهان اعمار ستدیوم‌های زیاد برای بازی‌های مختلف هستند.

## تقسیمات اداری
| ولسوالی       | مرکز       | جمعیت   | مساحت | مردم(%)                       |
| ------------- | ---------- | ------- | ----- | ----------------------------- |
| مرکزبهسود     | چاربرجه    | ۱۳۴٬۸۵۲ | ۳٬۰۹۴ | ۱۰۰٪ هزاره                    |
| جغتو          | کلان ده    | ۵۱٬۶۸۲  | ۷۵۰   | ۲۰% هزاره ۸۰٪ پشتون           |
| حصهٔ اول بهسود | دهن سیاسنگ | ۴۱٬۸۵۰  | ۱۱۸۸  | ۱۰۰٪ هزاره                    |
| دایمیرداد     | جلگه       | ۳۵٬۰۷۵  | ۱۳۴۲  | ٪٥٠ هزاره ٥۰٪ پشتون           |
| چک            | چک         | ۹۵٬۳۹۲  | ۱٬۲۷۳ | ۱۰۰٪ پشتون                    |
| نرخ           | کانعزت     | ۵۶٬۳۵۴  | ۵۹۴   | ۱۰۰%هزاره                     |
| سیدآباد       | سیدآباد    | ۱۳۱٬۲۶۴ | ۱٬۱۶۵ | ۱۰۰٪ تاجیک                    |
| جلریز         | جلریز      | ۴۴٬۸۷۳  | ۱٬۱۵۷ | ۴۰٪ پشتون ۴۰٪ هزاره ۲۰٪ تاجیک |
| میدان شهر     | میدان شهر  | ۴۵٬۸۷۸  | ۳۴۵   | ٢٥%هزاره ٧٠٪ پشتون ٥٪ تاجیک   |